# Ferokh
Ferokh är en ort i Indien.   Den ligger i distriktet Kozhikode och delstaten Kerala, i den södra delen av landet, 1 900 km söder om huvudstaden New Delhi. Ferokh ligger 25 meter över havet och antalet invånare är 30 229.
Terrängen runt Ferokh är platt. Havet är nära Ferokh åt sydväst. Runt Ferokh är det mycket tätbefolkat, med 1 819 invånare per kvadratkilometer. Närmaste större samhälle är Calicut, 10,1 km nordväst om Ferokh. Trakten runt Ferokh består huvudsakligen av våtmarker.